# Suzume no todžimari
Suzume no todžimari (japonsky すずめの戸締まり) je japonský animovaný film v produkci studia CoMix Wave Films. Režisérem a scenáristou je Makoto Šinkai. Postavy navrhl Masajoši Tanaka, režisérem animace je Keniči Cučija a výtvarným režisérem je Takumi Tandži. Film byl do japonských kin uveden 11. listopadu 2022. Celosvětově by měl mít premiéru na začátku roku 2023.

## Příběh
17letá Suzume žije v klidném městě na ostrově Kjúšú. Jednoho dne potká mladého muže, který tvrdí, že hledá dveře. Společně najdou v horách osaměle stojící dveře, které zde zůstaly po zřícení domu. Suzume dveře otevře a v celém Japonsku se začnou odehrávat neštěstí. Suzume se vydá na cestu napříč Japonskem, aby všechny otevřené dveře uzamkla. Film prozkoumává témata dívčího dospívání a svobody.